# 萊尼海峽
萊尼海峽（英語：Lenie Passage）是南極洲的海峽，處於戈斯勒群島和茹班群島之間，屬於帕默群島的一部分，寬2公里，由美國南極名稱諮詢委員命名，現時由南極條約體系管理。